# IFTTT
IFTTT (/ ɪ f t / , аббревиатура от If This Then That) — это частная коммерческая компания, основанная в 2010 году, которая управляет онлайн — платформами цифровой автоматизации. Платформы компании предоставляют визуальный интерфейс для создания кроссплатформенных условных операторов для пользователей, которых по состоянию на 2020 год насчитывалось 18 миллионов человек. IFTTT сотрудничает с различными поставщиками повседневных услуг, а также использует общедоступные API для их интеграции друг с другом через свою платформу. Они отправляют уведомления о событиях в IFTTT и выполняют команды, реализующие ответы.

## История
14 декабря 2010 г. Линден Тиббетс, соучредитель IFTTT, разместил на веб-сайте IFTTT запись в блоге под названием «ifttt the begin…», анонсируя новый проект. Первые приложения IFTTT были спроектированы и разработаны компанией Linden совместно с соучредителями Джесси Тане и Александром Тиббетсом. Продукт был официально запущен 7 сентября 2011 г.
К апрелю 2012 года пользователи создали миллион задач. В июне 2012 года служба вошла в пространство Интернета, интегрировавшись с устройствами Belkin Wemo, позволив апплетам взаимодействовать с физическим миром. В июле 2013 года IFTTT выпустила приложение для iPhone, а затем выпустила версию для iPad и iPod touch. Версия для Android была запущена в июле 2014 года. К концу 2014 года бизнес IFTTT оценивался примерно в 170 миллионов долларов США.
19 февраля 2015 года IFTTT запустила три новых приложения: Do Button (которое запускает действие при нажатии), Do Camera (которое автоматически загружает изображение в такие сервисы, как Facebook, Twitter и Dropbox) и Do Notes (которое загружает текст в сервисы). В ноябре 2016 года четыре приложения были объединены. К декабрю 2016 года компания объявила о партнерстве с JotForm для интеграции апплета для создания действий в других приложениях.
Часть доходов IFTTT поступает от партнеров «Платформы IFTTT», которые платят за подключение своих продуктов к услуге.
10 сентября 2020 года служба перешла на ограниченную модель freemium с версией на основе подписки, известной как «IFTTT Pro», которая позволяет службам использовать условные операторы и запрашивать данные для более сложных задач. В то же время все существующие пользователи были ограничены тремя пользовательскими апплетами, и для снятия этого ограничения требовалось подписаться на Pro. Это решение вызвало критику со стороны сообщества пользователей IFTTT.